# Little Warley
 (avril 2023).
Pour les articles homonymes, voir Warley.
Little Warley est un village et une ancienne paroisse civile de l'Essex, en Angleterre.